# Deer Creek (hrabstwo Taylor)
Deer Creek – miasto w Stanach Zjednoczonych, w stanie Wisconsin, w hrabstwie Taylor.